# Ornamo
Ornamo, egentligen Industrikonstförbundet Ornamo (finska: Teollisuustaiteen liitto Ornamo) är ett finländskt rikstäckande förbund, grundat 1911 av skulptören Gunnar Finne, för industrikonst och -konstnärer med mer än 2 000 medlemmar. Organisationens medlemmar är aktiva inom industriell design, textil, kläder och möbeldesign, inredningsarkitektur, konsthantverk och konst.

## Förbundets ändamål
Ornamos syfte är att fungera som en förvaltare till att stödja synpunkter från sina medlemmar, nätverkande och samarbetspartners. Förbundet och dess medlemsorganisationer har genom åren organiserat många evenemang och deltagit i många projekt inom designområdet.

## Publikationer
Ornamo har gett ut en rad olika publikationer, kataloger och gjort anmälan av böcker och regelbundet publicerat en egen tidning för sina medlemmar. Ornamo publicerade Shape magazine 1980-2001.

## Utmärkelser och erkännande
Ornamo delar årligen ut professionella, stående utmärkelser. Sedan 2006 har Ornamo utsett "Årets designers". Sedan 1961 är en utmärkelse den av Ornamo utdelade och Timo Sarpaneva utformade Ornamobollen, vilket riktas till företag och organisationer. Sedan 2007 har organisationen delat ut designpriser Ornamo Design Award.
Sedan 1981 har Ornamo Texo medlemsorganisation delat ut Textile Artist Award.